# Jan Hus
Jan Hus (tjeckiskt uttal (fil)), tyska Johannes Huss, född cirka 1370, förmodligen i Husinec i Böhmen, död 6 juli 1415 i Konstanz, var en böhmisk (tjeckisk) reformator. Hus var rektor vid universitetet i Prag samt predikant, och en föregångare till reformatorn Martin Luther.

## Biografi
Jan Hus var av tjeckisk bondesläkt, blev magister i Prag 1396, prästvigdes 1400, blev dekanus vid teologiska fakulteten 1401 och universitetets rektor och predikant vid Betlehemskyrkan i Prag, samma år.
Hus tog upp John Wycliffes kyrkliga och sociala reformidéer, som vid den här tiden började bli kända i Böhmen av från Oxford hemvändande studenter. Han angrep då prästerskapets förvärldsligande och kyrkans rikedom. I sitt främsta arbete ”Tractatus de ecclesia” anknöt han till Wycliffes kyrkobegrepp - kyrkan är de till salighet predestinerade, dess huvud är Kristus. Samtidigt krävde han liksom denne evangelisk fattigdom av prästerskapet. Han bröt dock aldrig med det katolska systemets sakramentalism, hierarki och tankar om den enskilda människans förtjänst. Och han gick därför inte lika långt som Wycliffe i sina tankar om reformation. Den teologiska konflikten fick snart nationella förtecken där Hus framstod som tjeckernas talesman i Böhmen, och då tyskarna vid universitetet i Prag tog parti mot Wycliffe, lyckades Hus förmå Venceslav (Wenzel), att bryta med tyskarnas maktställning 1409 och förflytta dessa till Leipzig, varpå Prags universitet blev ett rent tjeckiskt universitet.
- Hus ljungande straffpredikningar mot det till största delen tyska prästerskapet i Böhmen och den politiserade påven Johannes XXIII:s avlatshandel medförde bannlysning av Hus och hans anhängare. Påvekurian förbjöd 1412 alla kyrkliga ceremonier. Då upphetsningen steg i Prag, portades Hus från staden varefter han begav sig till Böhmens södra delar. Rörelsen spred sig vidare på landsbygden och vann stöd i alla samhällsskikt; hos adeln, bland bondebefolkningen och hos det lägre prästerskapet. Kallad att infinna sig på konciliet i Konstanz, begav sig Hus dit i hopp att vinna mötet för sina reformplaner, försedd med kejsar Sigismunds lejdebrev (enligt vissa endast ett pass för resan). Hus nådde fram till Konstanz på hösten 1414, men hans ärende prövades inför kyrkomötet först sommaren 1415. Tiden däremellan satt Jan Hus i husarrest.[2] Av sina fiender tyskarna anklagades han där för wyclifitiskt kätteri och fängslades. Läget förvärrades, då hans anhängare i Böhmen, de så kallade calixtinerna började att utdela kalken åt lekmän. Hus vägrade med hänvisning till Bibeln, att återkalla sina tankar. Ståndaktig in i det sista brändes han levande på bål den 6 juli 1415.[1]

När den dödsdömde Hus stod på bålet och såg en bonde — eller en gammal kvinna — kasta ved på bålet, skall Hus ha yttrat: O, sancta simplicitas!, (på latin) och "O, heliga enfald!”, (på svenska).
Husiter är en gemensam beteckning för anhängarna av den böhmiska kyrkoreformationen och brytningen med romerska kyrkan på 1400-talet.
Enligt svenska psalmböcker från 1819 och från 1937 var han upphovsman till en psalm, som publicerades redan i 1695 års psalmbok, men senare ändå anges vara "latinsk sång".

## Psalmer
- Jesus Kristus är vår hälsa (Jesus Christus nostra salus) år 1695 nr 14, 1937 nr 188 vers 1-2[3] Finns på Wikisource.
- Halleluja! Säll är den man, som fruktar Herren och har sin lust i hans bud. (Woll dem der in Gottes Furcht steht't) år 1695 nr 98[4] Finns på Wikisource.

## Utmärkelser
Asteroiden 1840 Hus är uppkallad efter honom.

## Galleri

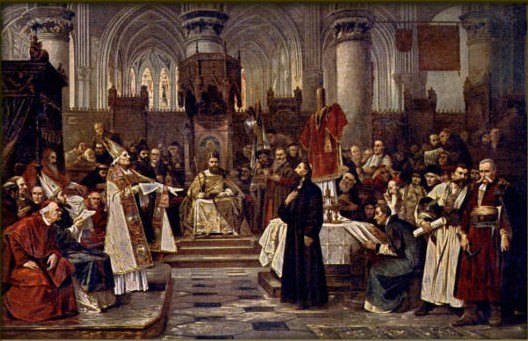
Hus inför påven på konciliet i Konstanz
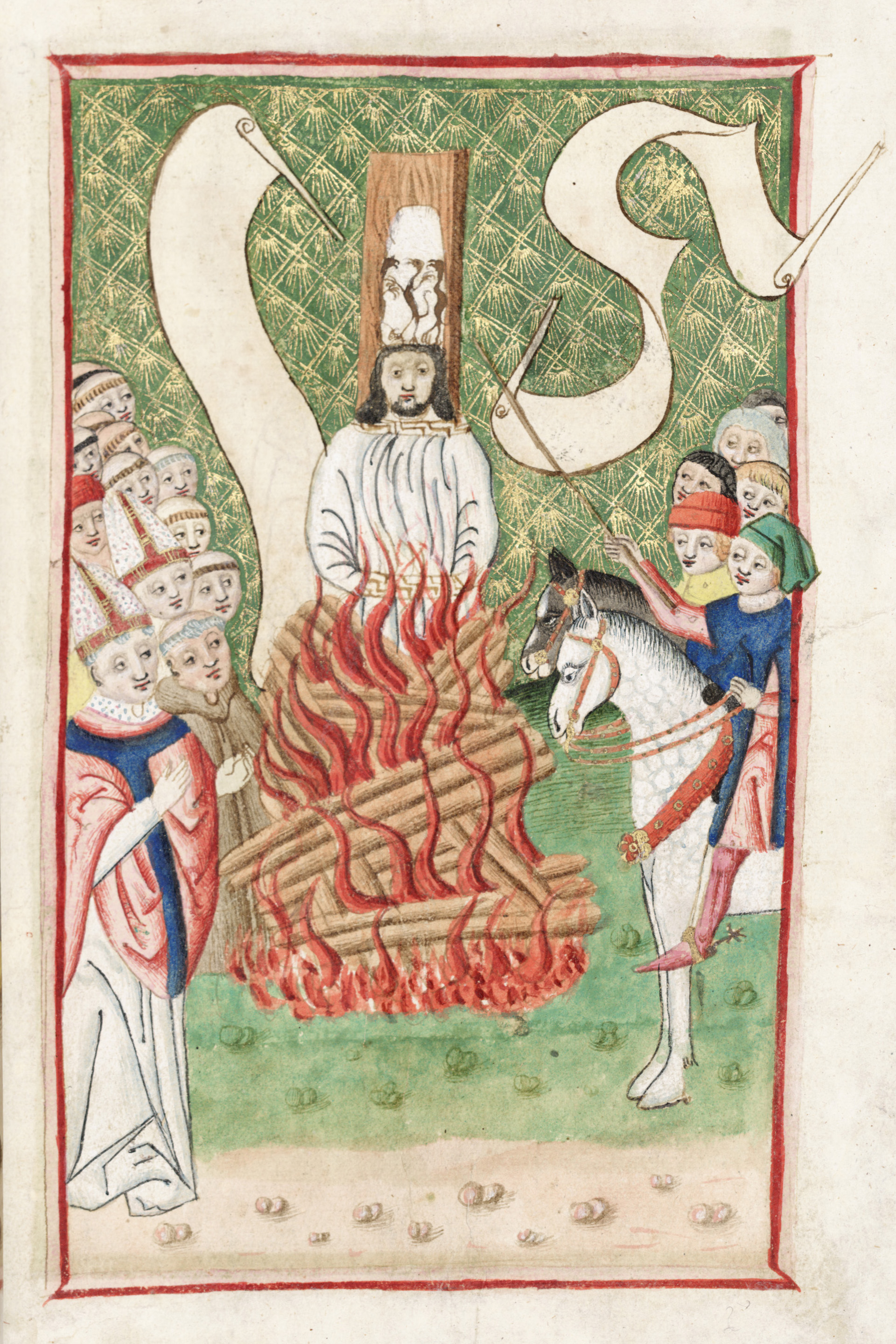
Jan Hus bränns på bål
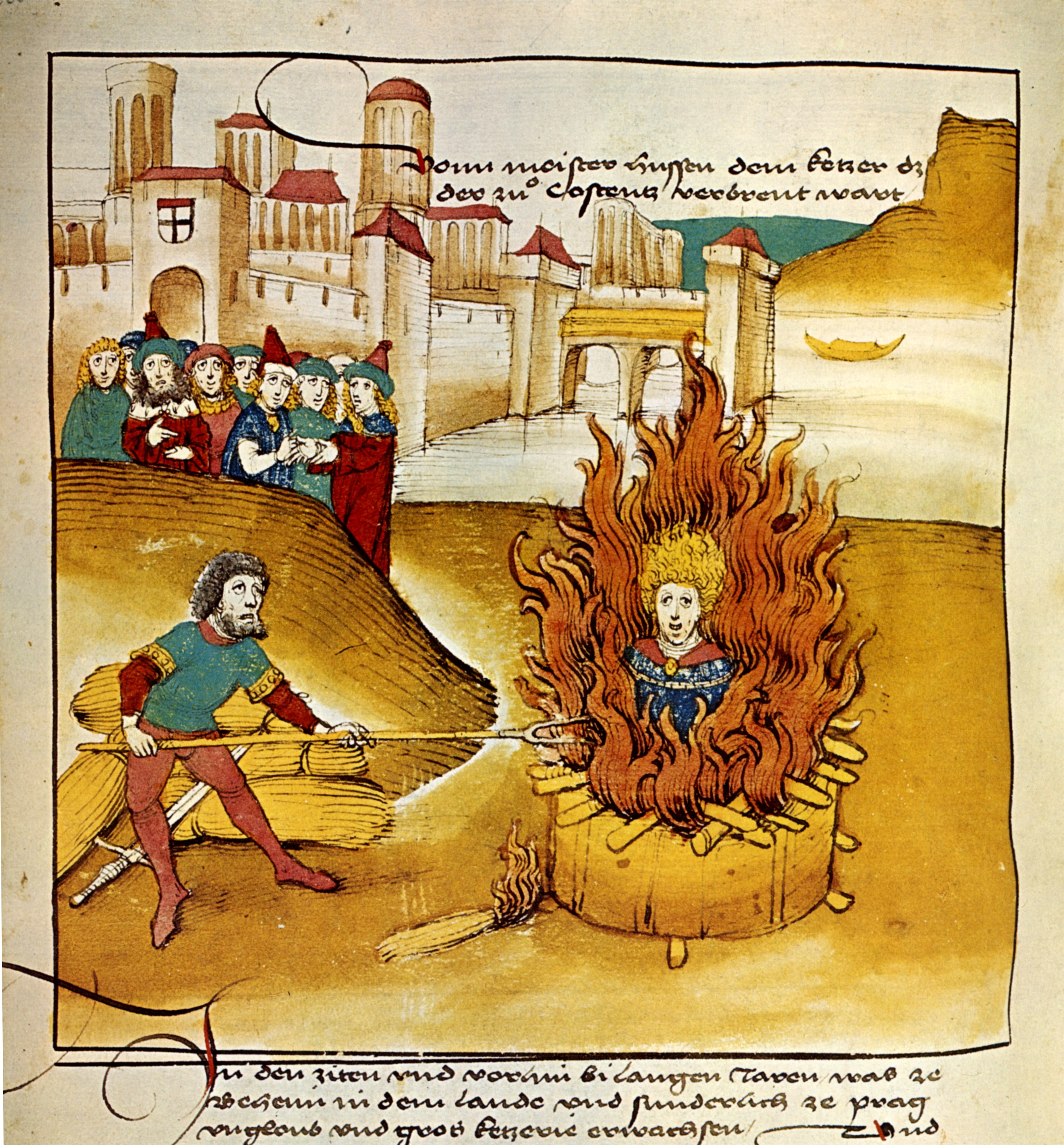